# Josep Maria Sagnier i Vidal-Ribas

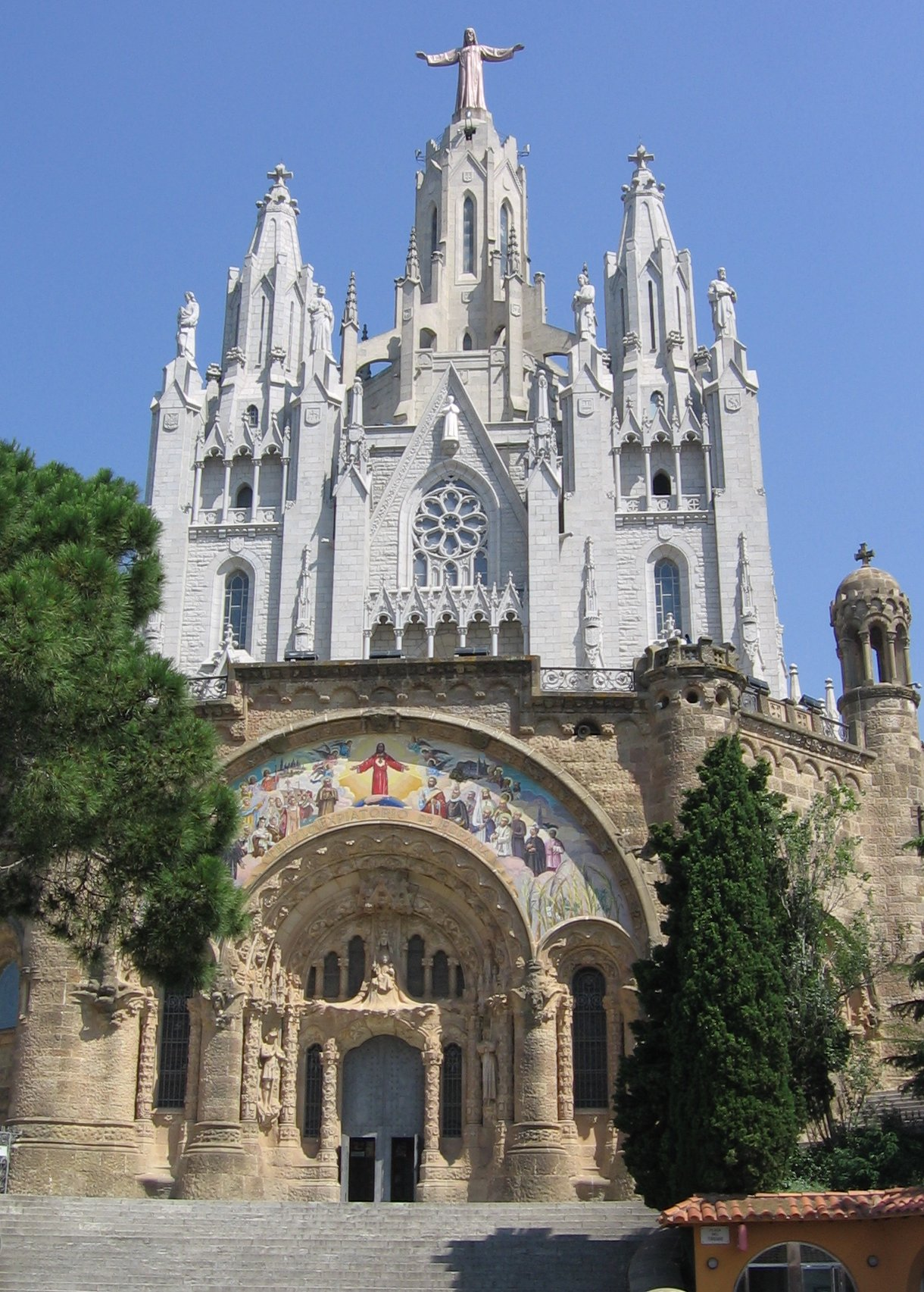
Temple Expiatori del Sagrat Cor (1902-1961), iniciat per Enric Sagnier i finalitzat pel seu fill Josep Maria

Josep Maria Sagnier i Vidal-Ribas, II marquès de Sagnier (Barcelona, 16 d'agost de 1890 - ibidem, 25 d'abril de 1978) va ser un arquitecte català.

## Biografia
Era fill de l'arquitecte Enric Sagnier i Villavecchia i de Dolors Vidal-Ribas i Torrents. Es va titular el 1916. Va ser arquitecte diocesà del bisbat de Barcelona.
En els seus primers anys de professió va col·laborar assíduament amb el seu pare, del qual va finalitzar nombroses obres. La més important va ser el Temple Expiatori del Sagrat Cor, a la muntanya del Tibidabo de Barcelona (1902-1961), un conjunt de cripta interior i església superior, de planta central amb cúpula sobre vuit columnes, d'un estil historicista que combina elements neobizantins, neoromànics i neogòtics. Altres obres del seu pare que va finalitzar Josep Maria van ser: la Capella Francesa del carrer del Bruch (1912-1927), amb una cripta dividida en tres naus i una església superior d'estil neoromànic; el conjunt d'edificis per a la Junta Provincial de Protecció a la Infància i Repressió de la Mendicitat (1916-1936), enderrocat en la seva majoria el 1970 i del qual només queda el pavelló actualment dedicat a presó de Wad-Ras; i l'església de Sant Josep Oriol (1915-1931), al carrer Diputació 141, basada en la tipologia basilical romana de naus separades per columnes amb arcades.
El 1931 va rebre un esment especial al Concurs anual d'edificis artístics de l'Ajuntament de Barcelona pel Palauet Miralles.
El 1932 va construir la façana lateral de l'edifici de la Compañía General de Tabacos de Filipinas (actual Hotel 1898), a la rambla dels Estudis 109 cantonada Pintor Fortuny.
Entre 1935 i 1942 va construir l'edifici d'habitatges del carrer de Balmes 392-396, en un estil racionalista de moda en aquells moments per influència del GATCPAC.
Entre 1941 i 1955 va reconstruir l'església de la Mare de Déu de la Mercè i Sant Ramon Nonat de Barcelona, una obra del seu pare destruïda en el transcurs de la Guerra Civil.
Altres obres seves són: el Cinema Windsor Palace (1946-1970), l'Hotel Avinguda Palace (1952) i la casa Joan Andreu al Tibidabo, a més de diverses cases i esglésies parroquials, com la de la Mare de Déu dels Desemparats a l'Hospitalet de Llobregat (construïda el 1935 i destruïda a l'any següent durant la Guerra Civil), la de Sant Joan Baptista a Sant Adrià de Besòs (1943), o la del Bon Pastor de Barcelona (1944).
Va estar casat amb Mercè Balasch i Cuyàs, amb qui va tenir quatre fills: Raquel, Maria Assumpció, Isabel i Joan Josep Sagnier i Balasch.